# Julio César González
Julio César González Ibarra (ur. 30 lipca 1976 w Guerrero Negro, zm. 10 marca 2012) – meksykański pięściarz. Były mistrz świata w kategorii półciężkiej organizacji WBO. Zdobył go pokonując niejednogłośnie na punkty Dariusza Michalczewskiego. Stracił ten pas w pierwszej jego obronie z Węgrem Zsoltem Erdeiem. Zginął 10 marca 2012 w wypadku motocyklowym gdy został uderzony przez pijanego kierowcę.